# Love Is Gone
Love is Gone é uma canção do DJ francês David Guetta em parceria do americano Chris Willis. É o primeiro single do álbum Pop Life, lançado na França em 18 de junho de 2007 e no Reino Unido em 13 de agosto de 2007. A canção atingiu o # 9 no UK Singles Chart, tornando-se seu segundo hit Top 10. A canção também recebeu o airplay na rádio crossover top 40 nos EUA, levando-o a alcançar a posição # 98 na Billboard Hot 100 singles.
A música foi remixada por Fred Rister Joachim Garraud e, Thoneick Eddie, Fuzzy Hair e Amo & Navas.
"Love Is Gone (Fred Rister & Joachim Garraud Remix)" foi amostrada single "I Gotta Feeling" dos The Black Eyed Peas, produzido por David Guetta.

## Faixas
- CD single[1]

1. "Love Is Gone" (Fred Rister & Joachim Garraud Remix Radio Edit) – 3:22
2. "Love Is Gone" (Original Mix) – 3:08
3. "Love Is Gone" (Eddie Thoneick's Liberte Mix) – 7:12
4. "Medley Album Pop Life"  – 2:50

- CD maxi single[2]

1. "Love Is Gone" (Original Extended Mix) – 6:43
2. "Love Is Gone" (Fred Rister & Joachim Garraud Remix) – 8:21
3. "Love Is Gone" (Fuzzy Hair Remix) – 6:25
4. "Love Is Gone" (Eddie Thoneick's Liberte Mix) – 7:12
5. "Love Is Gone" (Eddie Thoneick's Ruff Mix) – 7:10
6. "Love Is Gone" (Amo & Navas Rmx) – 6:46
7. "Love Is Gone" (Original Mix) – 3:08
8. "Love Is Gone" (Fred Rister & Joachim Garraud Remix Radio Edit) – 3:22

- 12" single[3]

1. "Love Is Gone" (Fred Rister & Joachim Garraud Remix) – 8:21
2. "Love Is Gone" (Fuzzy Hair Remix) – 6:25
3. "Love Is Gone" (Eddie Thoneick's Liberte Mix Radio Edit) – 6:35

- 12" maxi single[4]

1. "Love Is Gone" (Fred Rister & Joachim Garraud Remix) – 8:21
2. "Love Is Gone" (Fuzzy Hair Remix) – 6:25
3. "Love Is Gone" (Eddie Thoneick's Ruff Mix Radio Edit) – 6:11
4. "Love Is Gone" (Original Extended Mix) – 6:43
5. "Love Is Gone" (Amo & Navas Remix) – 6:46
6. "Love Is Gone" (Eddie Thoneick's Liberte Mix) – 7:12